# D.H. a další proti České republice

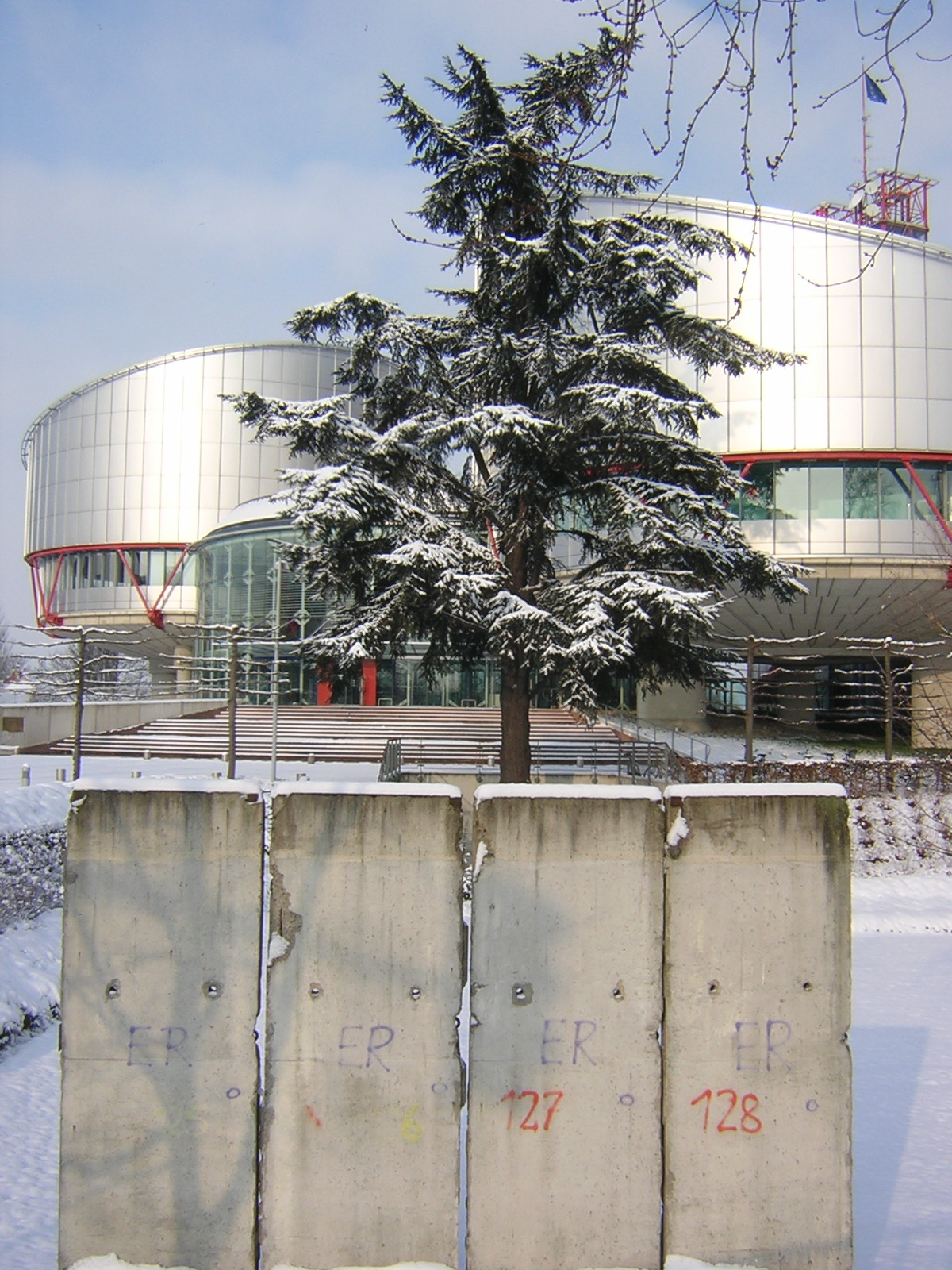
Budova Evropského soudu pro lidská práva ve Štrasburku

D.H. a další proti České republice (57325/00) je případ Evropského soudu pro lidská práva. Velký senát tohoto soud v tomto případě rozhodl, že český vzdělávací systém je diskriminační vůči romským dětem. Byl to první případ Evropského soudu pro lidská práva, který se zabýval rasovou diskriminací.

## Okolnosti případu
Na samém konci 20. století byla většina romských dětí v Ostravě posílána do zvláštních škol pro lehce mentálně postižené s mnohem jednoduššími výukovými plány. 18 Romů, jak tehdejších žáků zvláštních škol, tak i bývalých žáků zvláštních škol, zastupovaných Evropským centrem pro práva Romů, podalo stížnost k Evropskému soudu pro lidská práva.

## Rozsudky Evropského soudu pro lidská práva
Evropský soud pro lidská práva se ke stížnosti vyjádřil až v roce 2005. Soud uznal, že stížnost byla oprávněná, ale v roce 2006 došel k závěru, že v tomto případě nedošlo k porušení Úmluvy o ochraně lidských práv a základních svobod (šest soudců zastávalo názor, že k porušení nedošlo, jeden soudce zastával názor, že k porušení došlo). Navrhovatelé se poté odvolali k velkému senátu soudu.
Velký senát Evropského soudu pro lidská práva v roce 2007 rozhodl ve prospěch navrhovatelů (13 soudců zastávalo názor, že k porušení došlo, 4 zastávali názor, že nedošlo). Velký senát došel k závěru, že došlo k porušení článku 14 Úmluvy (zákaz diskriminace), ale také článku 2 prvního protokolu Úmluvy (právo na vzdělání). K porušení článků 3 a 6 Úmluvy podle soudu v tomto případě nedošlo. Podle Velkého senátu byly romské děti nepřímo diskriminovány, protože de facto měly přístup k horšímu vzdělávání na základě svého etnického původu.

## Důsledky
Česká republika dlouhou dobu nepřijala žádná opatření na základě rozsudku ve věci D. H. a další proti České republice. V prosinci 2023 Česká republika připravila akční plán pro naplnění rozsudku, který byl na začátku roku 2024 projednáván v rámci Rady Evropy.